# Mont Serrat (automóvel)
Mont Serrat foi um automóvel esportivo fabricado pela Serrat Exclusive Auto Service, em Atibaia (SP). Foi criado por Eduardo di Nizo, e tratava-se de um automóvel Dardo F 1.5 com algumas modificações. Apresentado no XII Salão do Automóvel, o automóvel chamou atenção, devido ao seu alto nível de sofisticação.
Não há informações de quantas unidades foram produzidas.